# 1138-as aleppói földrengés
Az 1138-as aleppói földrengés a mai Szíria északi részén található Aleppó városát sújtotta 1138. október 11-én. Az Amerikai Egyesült Államok Földtani Szolgálata (United States Geological Survey, USGS) besorolása szerint ez volt a történelem harmadik legpusztítóbb földrengése. Azonban a korabeli és későbbi források által említett 230 000 áldozat feltehetően három, majdnem egyidejű szeizmikus esemény összemosásából származik: 1137 novemberében a mezopotámiai Al Jazira városát, illetve 1139. szeptember 30-án az azerbajdzsáni Ganja várost rázta meg egy nagy erejű földrengés. Az aleppói földrengés áldozatainak számát először Ibn Taghribirdí közölte a 15. században, jóval az események után.

## Háttere
Aleppo az Arab- és az Afrikai-kőzetlemezeket elválasztó kelet-anatóliai törésvonal mentén található. Az 1138-as aleppói földrengés csak egyike volt a környéket megrázó két nagy földrengés-sorozatnak. Az első 1138 októberétől 1139. júniusig tartott, a második és még intenzívebb szakasz 1156. szeptembertől 1159. májusig tartott. Az első földrengéssorozat Aleppót és környékét, illetve Edessza (ma Şanlıurfa, Törökország) környékét érintette. A második sorozatban Szíria északnyugati, Libanon északi részét és Antiokheia környékét rázták meg pusztító földrengések.
A földrengések okozta pusztítást csak tetézte, hogy a 12. században Szíria rengeteget szenvedett a keresztesek és a muszlimok közötti háborúskodások miatt. A keresztesek által alapított szentföldi államok állandó háborúban álltak a Szíria északi részén fennálló muszlim fejedelemségekkel, elsősorban Aleppóval és Moszullal. A keresztesek 1098-ban és 1124-ben is megostromolták a várost, de nem sikerült elfoglalniuk.

## A földrengés leírása
A kortárs damaszkuszi történetíró, Ibn al-Qalanisi jegyezte fel az első, legpusztítóbb földrengést, amely 1138. október 11-én, szerdai napon történt. Al-Qalanisi feljegyzései szerint a fő rengést október 10-én egy kevésbé erős előrengés előzte meg, illetve október 20-án, 25-én és az október 30-ról november 1-jére virradó éjszaka számos utórengés követte. Az utolsó rengésre november 3-án került sor. Kemal al-Din feljegyzései csak egy földrengésről számoltak be, amelyik október 19-20-án történt, de mivel ő jóval az események után írt és más krónikák is az október 10-11-i földrengésről számoltak be, ezért ma al-Qalanisi beszámolóját fogadják el hitelesnek.
A földrengés leginkább Harem-et és környékét sújtotta, ahol a keresztesek egy erődítményt építettek. A feljegyzések szerint a várat lerombolta a földrengés, a templom tornya pedig összeomlott. A muszlimok által birtokolt Atharib erődöt is összedöntötték a rengések, a citadella megsemmisült, a várőrség 600 tagja meghalt, csak a kormányzó és kíséretének pár tagja tudott Moszulba menekülni. A harcoló felek által már korábban felégetett Zaradna várost a földrengés szinte eltörölte a föld színéről.
Aleppó lakóinak egy része (ebben az időszakban a városnak több tízezer lakosa volt) az október 10-i előrengés hatására elmenekültek a városból. A citadella falai összeomlottak, illetve a kelet és a nyugati városfalak is. Számos ház összedőlt, az építésükhöz használt kő az utcákra záporozott, több száz halálos áldozatot követelve A korabeli beszámolók azt írják, hogy Aleppó egész egyszerűen elpusztult, de a források összehasonlító elemzése azt mutatja, hogy nem ez a város szenvedte el a legnagyobb kárt.
További pusztításról számoltak be a krónikák Azrab, Bizaah, Tell Khalid és Tell Amar településeken. A legnagyobb rengést és az utórengéseket Damaszkuszban is megérezték, de Jeruzsálemben már semmit nem lehetett érezni.

## Fordítás
- Ez a szócikk részben vagy egészben  a(z)   1138 Aleppo earthquake című angol Wikipédia-szócikk fordításán alapul.  Az eredeti cikk szerkesztőit annak laptörténete sorolja fel. Ez a jelzés csupán a megfogalmazás eredetét és a szerzői jogokat jelzi, nem szolgál a cikkben szereplő információk forrásmegjelöléseként.